# مازيراتي بورا
مازيراتي بورا: (بالإنجليزية: Maserati Bora):هي سيارة تم انتاجها من قبل شركة مازيراتي الإيطالية .